# 廣瀬木兎
廣瀬 木兎(ひろせ みみずく、1881年9月26日-没年不明)は日本の実業家、収集家。

## 略歴
1881年9月26日。山梨県に生まれる。本名は理一。凡阿弥、木兎山人と号す。東京市小石川に在住、書生時代からみみずくに関する物一切を蒐集していた。タバコ雑貨商「みみづく屋」を経営しており、大東京煙草小売人組合連合会の副会長など20余りの役員を兼務、地域の「顔役」として知られていた。また、「親釜宗」、「莫迦宗」の開祖であった。『趣味と平凡』を読んで感激し、1921年に三田平凡寺を訪れ「我楽他宗」に入り、当初は札所外寺院となり、後に無我意宗本山として分派独立した蘆田止水に代わって第三番札所 木兎山凡能寺と号した。なお、凡能寺派の人物に有坂與太郎、鈴木佐吉らといった我楽他宗における活動の中心となった有力会員が存在した。
書生時代から蒐集していたみみずくに関する品物5000点は1923年の関東大震災によって灰燼に帰したが、その後も数1000点のコレクションを誇っていた。大震災後の1924年6月の宗員簿には理一とともに、妻ゆう子が三番札所内木靈庵月梢女、長男正男が無想山靜空寺として掲載されていたが、同年11月28日に突然、手紙によって脱宗を申込み、受理された。同日には田中野狐禅ら数名、前後して鈴木佐吉、翌月には尾崎國阿が脱宗をしている。1924年12月に第二番松平候から第五番高橋狗物に出された書簡には「凡能寺さん」の脱退によって「木兎山の宗員」が参加しなくなって会が「大いにさびしくなり候」とある。
1931年再び我楽他宗に入宗、しばらくは宗員として活躍していた。また、斎藤昌三らによる『いもづる』という集まりにも参加しており、1941年、太平洋戦争に際して頭の鉢を破ったにもかかわらず強引に戻ってきたといい、同年の『いもづる』同人リストに生存者として掲載がみられる。